# マシャイル・ビント・ファハド・アル・サウード
マシャイル・ビント・ファハド・アル・サウード (アラビア語: الأميرة مشاعل بنت فهد بن محمد آل سعود, Masha'il bint Fahd al Saud、1958年 – 1977年)は、サウジアラビアのサウード王家の女性。交際相手と駆け落ちを図り、19歳で処刑された。

## 生涯
ハーリド国王（1977年当時）の同母兄ムハンマド・ビン・アブドゥルアズィーズ (Muhammad bin Abdul Aziz Al Saud) の孫娘にあたる。彼女自身の希望によってレバノンへ留学した際、サウジアラビア大使の甥と恋に落ち、関係を持つようになった。イスラーム法（シャリーア）で重罪とされるズィナー（私通、婚外・婚前性交渉）を犯す関係は、二人がサウジアラビアに帰国した後も続いた。
マシャイルは男性とともに国外逃亡することを図り、海岸で溺死したように見せかけた上で男装して密出国しようとしたが、警察に逮捕された。裁判にかけられたマシャイルはズィナーの罪で死刑判決を受け、公開処刑により銃殺刑に処された。交際相手の男性は斬首刑に処された。
この事件を取材したジャーナリスト・ドキュメンタリー映像作家のアンソニー・トーマスは、マシャイルが公正な裁判すら受けられず、王族メンバーによって「名誉の殺人」が行われたと見なしている。1980年、トーマスはイギリスのATVでドキュメンタリードラマ“Death of a Princess” (Death of a Princess) を制作し、アメリカ合衆国やヨーロッパ各国で放送された。作品はあくまでもドラマであると断られ、舞台も漠然とアラビアとされるなどの注意が行われたが、ドラマの放送に対してサウジアラビア政府は激しい反応を示し、駐在英国大使の追放を行うなど外交問題に発展した。